# Želimir Terkeš
Želimir Terkeš (né le 8 janvier 1981 à Čapljina en ex-Yougoslavie (aujourd'hui en Bosnie-Herzégovine)) est un joueur de football bosniaque.
Il joue actuellement en tant qu'attaquant dans le club du championnat croate du NK Zadar.

## Biographie
Il a joué durant sa carrière pour les clubs du NK Zagreb, HNK Čapljina, HŠK Zrinjski Mostar et du NK Inter Zaprešić avant de partir jouer pour le NK Zadar.